# Eunidia tanzanicola
Eunidia tanzanicola är en skalbaggsart som beskrevs av Teocchi och Henri L. Sudre 2003. Eunidia tanzanicola ingår i släktet Eunidia och familjen långhorningar. Inga underarter finns listade.